# Scott Crossfield

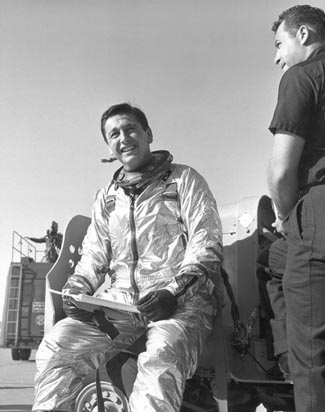

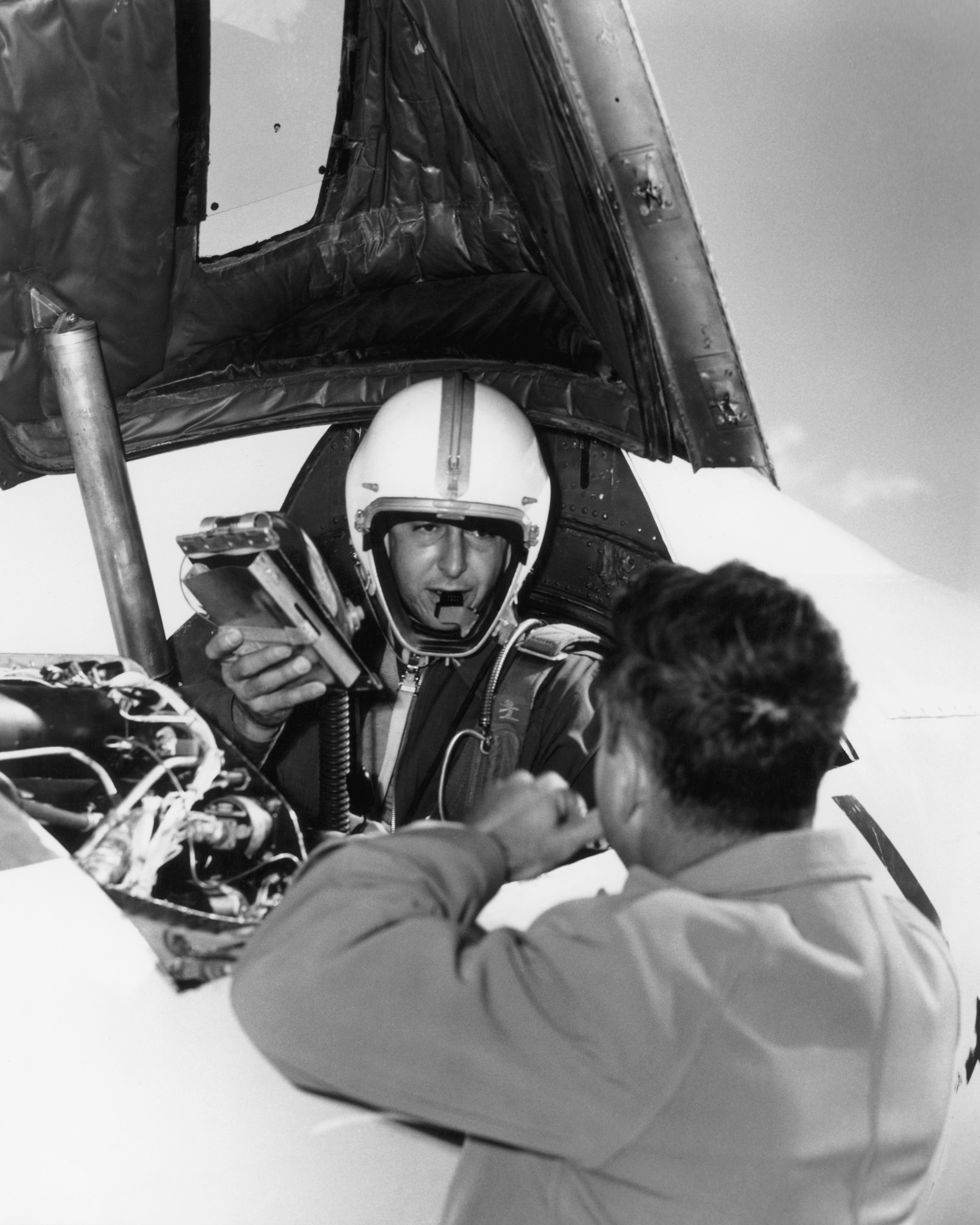
Crossfield in de cockpit van een Douglas D-558-II Skyrocket, november 1953

Albert Scott Crossfield (Berkeley, 2 oktober 1921 – in de buurt van Atlanta, 19 april 2006) was een Amerikaans marine-officier, testpiloot en astronaut.
Op 20 november 1953 behaalde hij met zijn testtoestel, de Douglas D-558-2 Skyrocket, een snelheid van 2.076 km/h of technisch uitgedrukt Mach 2 (= tweemaal de snelheid van geluid).
Op 19 april 2006 vloog Crossfield met zijn eenmotorige Cessna 210A van het vliegveld in Prattville naar Manassas. De 84-jarige kwam waarschijnlijk in onweersbuien terecht en verongelukte.
Scott was getrouwd en had zes kinderen.